# Nazionale maschile di baseball della Svezia
La nazionale maschile di baseball svedese rappresenta la Svezia nelle competizioni internazionali, come i campionati europei di baseball o il campionato mondiale di baseball organizzato dalla International Baseball Federation. Essa non ha mai preso parte ai Giochi olimpici, al World Baseball Classic né alla Coppa intercontinentale, mentre vanta tre partecipazioni ai Mondiali e due medaglie di bronzo ai campionati europei.

## Piazzamenti

### Campionato mondiale di baseball
- 1994 : 15°
- 2005 : 16°
- 2009 : 19°

### Campionati europei di baseball
- 1954 : non qualificata
- 1955 : non qualificata
- 1956 : non qualificata
- 1957 : non qualificata
- 1958 : non qualificata
- 1960 : 4°
- 1962 : 7°
- 1964 : 4°
- 1965 : 5°
- 1967 : 5°

- 1969 : 6°
- 1971 : 8°
- 1973 : 5°
- 1975 : 5°
- 1977 : 5°
- 1979 : 4°
- 1981 :  3°
- 1983 : 5°
- 1985 : 4°
- 1987 : 5°

- 1989 : 4°
- 1991 : 7°
- 1993 :  3°
- 1995 : 7°
- 1997 : 8°
- 1999 : 7°
- 2001 : 12°
- 2003 : 4°
- 2005 : 8°
- 2007 : 6°

- 2010 : 5°
- 2012 : 6°
- 2014 : 11°
- 2016 : 8°